# Festival Mode & Design de Montréal
 (mai 2024).
Si vous disposez d'ouvrages ou d'articles de référence ou si vous connaissez des sites web de qualité traitant du thème abordé ici, merci de compléter l'article en donnant les références utiles à sa vérifiabilité et en les liant à la section « Notes et références ».
 (décembre 2022).
La mise en forme du texte ne suit pas les recommandations de Wikipédia : il faut le « wikifier ».
Les points d'amélioration suivants sont les cas les plus fréquents. Le détail des points à revoir est peut-être précisé sur la page de discussion.
- Les titres sont pré-formatés par le logiciel. Ils ne sont ni en capitales, ni en gras.
- Le texte ne doit pas être écrit en capitales (les noms de famille non plus), ni en gras, ni en italique, ni en « petit »…
- Le gras n'est utilisé que pour surligner le titre de l'article dans l'introduction, une seule fois.
- L'italique est rarement utilisé : mots en langue étrangère, titres d'œuvres, noms de bateaux, etc.
- Les citations ne sont pas en italique mais en corps de texte normal. Elles sont entourées par des guillemets français : « et ».
- Les listes à puces sont à éviter, des paragraphes rédigés étant largement préférés. Les tableaux sont à réserver à la présentation de données structurées (résultats, etc.).
- Les appels de note de bas de page (petits chiffres en exposant, introduits par l'outil «  Source ») sont à placer entre la fin de phrase et le point final[comme ça].
- Les liens internes (vers d'autres articles de Wikipédia) sont à choisir avec parcimonie. Créez des liens vers des articles approfondissant le sujet. Les termes génériques sans rapport avec le sujet sont à éviter, ainsi que les répétitions de liens vers un même terme.
- Les liens externes sont à placer uniquement dans une section « Liens externes », à la fin de l'article. Ces liens sont à choisir avec parcimonie suivant les règles définies. Si un lien sert de source à l'article, son insertion dans le texte est à faire par les notes de bas de page.
- La présentation des références doit suivre les conventions bibliographiques. Il est recommandé d'utiliser les modèles {{Ouvrage}}, {{Chapitre}}, {{Article}}, {{Lien web}} et/ou {{Bibliographie}}. Le mode d'édition visuel peut mettre en forme automatiquement les références.
- Insérer une infobox (cadre d'informations à droite) n'est pas obligatoire pour parachever la mise en page.

Pour une aide détaillée, merci de consulter Aide:Wikification.
Si vous pensez que ces points ont été résolus, vous pouvez retirer ce bandeau et améliorer la mise en forme d'un autre article.
 (décembre 2022).

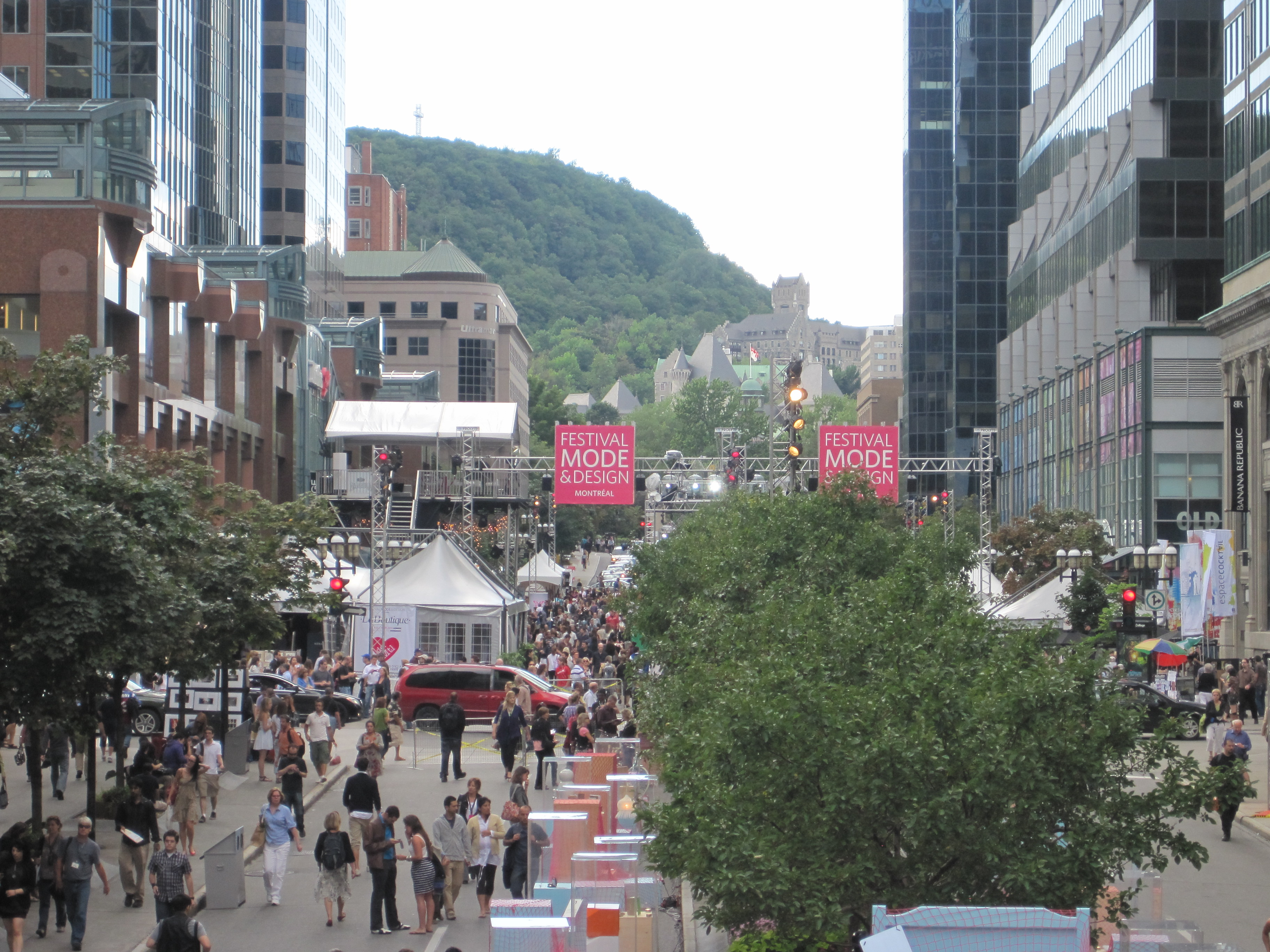
Site du Festival Mode & Design de Montréal (août 2010) sur l'Avenue McGill College, avec le Mont Royal en arrière-plan

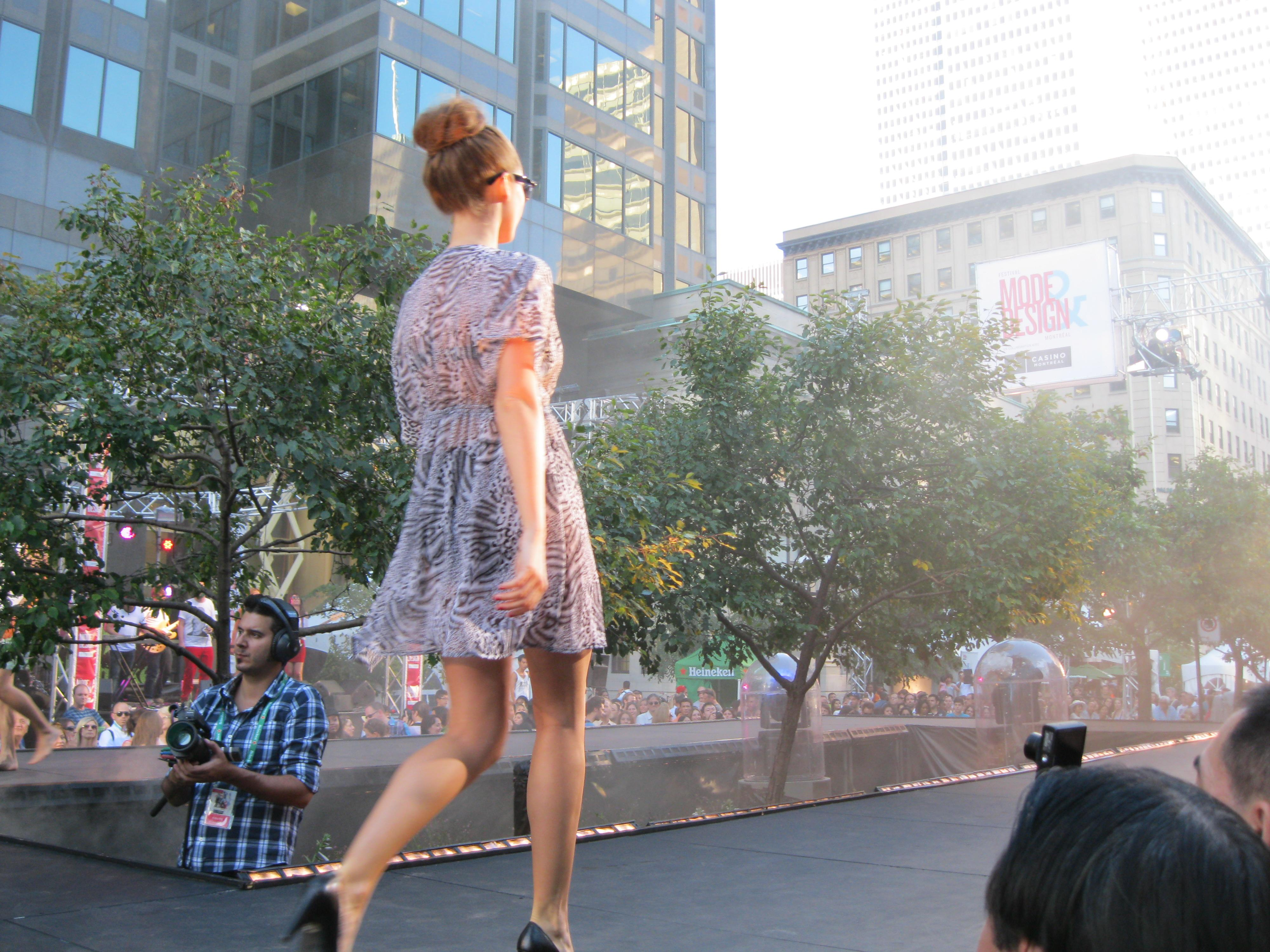
Défilé de mode, 2012

Le Festival Mode + Design de Montréal, nouvellement MAD FESTIVAL, est un événement grand public annuel se tenant à Montréal depuis 2001. Il avait pour objet de présenter au public les dernières tendances et nouveautés en matière de design, de mode, de musique, d'art et de shopping. Depuis 2021, le Festival a entamé un virage passant de la mode à l'expression de soi, présentant des collections de designers ainsi que des performances artistiques de cirque, de musique et de danse. Il est organisé par Jean-François Daviau et Chantal Durivage du Groupe Sensation Mode, maintenant M.A.D. COLLECTIF.

## Historique et description
Après avoir été localisé sur le boulevard Saint-Laurent pour ses premières éditions,  le Festival présentait par la suite ses activités sur l'avenue McGill College, et désormais au Quartier des spectacles.  
Le MAD FESTIVAL célèbre la créativité et la culture grâce à un événement d’envergure à ciel ouvert en plein cœur du centre-ville de Montréal. Ce rendez-vous unique au monde offre une expérience décloisonnée des univers de la mode, des arts et du divertissement en proposant une programmation des plus variées.
De nombreux designers canadiens de renom, détaillants, créateurs émergents et icônes internationales de mode y partagent leur art et leur vision avec le grand public. Parmi d’autres activités, les festivaliers ont l’opportunité d’assister à des défilés de mode qui challengent les codes de l'industrie, des conférences sur des sujets parfois taboos et des ateliers de création. 
Le M.A.D. FESTIVAL, nouveau Festival Mode + Design, trace également un parcours urbain d’expositions inédites, d’installations originales et d’expériences inusitées où tous peuvent circuler librement. 
Avec plus de 100 marques présentes, 350 influenceurs et personnalités publiques et 550 000 visiteurs attendus, le M.A.D. FESTIVAL est une plateforme prédominante des tendances Mode, Arts (musique, danse, arts de la scène) et Divertissement. 